# Mannschaftskader der österreichischen 1. Bundesliga im Schach 2012/13 (Frauen)
Die Liste der Mannschaftskader der österreichischen 1. Bundesliga im Schach 2012/13 (Frauen) enthält alle Spielerinnen, die für die österreichische Schachbundesliga der Frauen 2012/13 gemeldet wurden mit ihren Einzelergebnissen.

## Allgemeines
Grundsätzlich durften die beteiligten Vereine beliebig viele Spielerinnen melden, allerdings nur Österreicherinnen. Der SV Pamhagen, die Schachamzanonen Graz und der ASK Salzburg kamen mit jeweils drei eingesetzten Spielerinnen aus, Tschaturanga setzte die meisten verschiedenen Spielerinnen ein, nämlich 5. Insgesamt kamen 38 Spielerinnen zum Einsatz kamen, von denen 3 alle Wettkämpfe gespielt haben.
Punktbeste Spielerin war Maria Horvath (SV Pamhagen) mit 6 Punkten aus 6 Partien, 5,5 Punkte aus 7 Partien erreichte Anna-Lena Schnegg (Schachamazonen Graz). Jeweils 4,5 Punkte konnten Elisabeth Hapala (SV Pamhagen) und Andrea Zechner (ASK Salzburg) für sich verbuchen, wobei Hapala 6 Partien spielte, Zechner 7. Neben Horvath erzielte auch Christa Hackbarth (Spg Steyr) 100 %, allerdings wurde diese nur zweimal eingesetzt.
Als älteste Spielerin kam die für den SV ASVÖ St. Veit an der Glan spielende Helga Stangl (* 1942) zum Einsatz, die jüngste Spielerinnen sind die 2000 geborenen Chiara Polterauer (Schach ohne Grenzen) und Jasmin-Denise Schloffer (Sparkasse Feldbach).

## Legende
Die nachstehenden Tabellen enthalten folgende Informationen:
- Nr.: Ranglistennummer
- Titel: FIDE-Titel zu Saisonbeginn (Eloliste vom März 2013); IM = Internationaler Meister, WGM = Großmeister der Frauen, WIM = Internationaler Meister der Frauen, WFM = FIDE-Meister der Frauen, WCM = Candidate Master der Frauen
- Jahrgang: Geburtsjahr der Spielerin
- Elo: (FIDE-)Elo-Zahl zu Saisonbeginn (Eloliste vom März 2013); wenn diese Zahl eingeklammert ist, so handelt es sich nicht um eine FIDE-Elo, sondern um eine österreichische Elozahl
- Nation: Nationalität gemäß Eloliste vom März 2013
- G: Anzahl Gewinnpartien (kampflose Siege werden in den Einzelbilanzen berücksichtigt)
- R: Anzahl Remispartien
- V: Anzahl Verlustpartien (kampflose Niederlagen werden in den Einzelbilanzen nicht berücksichtigt)
- Pkt.: Anzahl der erreichten Punkte
- Partien: Anzahl der gespielten Partien
- Elo-Performance: Turnierleistung der Spielerinnen mit mindestens vier Partien
- grau hinterlegte Spielerinnen kamen nicht zum Einsatz

## SV Pamhagen
| Nr. | Titel | Name             | Jahr- gang | Elo  | Nation     | G | R | V | Pkt. | Partien | Elo- Perf. |
| --- | ----- | ---------------- | ---------- | ---- | ---------- | - | - | - | ---- | ------- | ---------- |
| 1   | WFM   | Julia Novkovic   |            | 2084 | Österreich | 0 | 1 | 1 | 0,5  | 2       |            |
| 2   |       | Elisabeth Hapala | 1994       | 2027 | Österreich | 4 | 1 | 1 | 4,5  | 6       | 2096       |
| 3   | WFM   | Maria Horvath    | 1963       | 2009 | Österreich | 6 | 0 | 0 | 6    | 6       | 2505       |
| 4   |       | Eva Unger        | 1954       | 1805 | Österreich | 0 | 0 | 0 | 0    | 0       |            |

## SV Wulkaprodersdorf
| Nr. | Titel | Name                    | Jahr- gang | Elo  | Nation     | G | R | V | Pkt. | Partien | Elo- Perf. |
| --- | ----- | ----------------------- | ---------- | ---- | ---------- | - | - | - | ---- | ------- | ---------- |
| 1   | WIM   | Anna-Christina Kopinits | 1985       | 2247 | Österreich | 3 | 0 | 1 | 3    | 4       | 2192       |
| 2   | WFM   | Veronika Exler          | 1990       | 2109 | Österreich | 2 | 1 | 1 | 2,5  | 4       | 2006       |
| 3   | WFM   | Katharina Newrkla       | 1992       | 2126 | Österreich | 1 | 2 | 0 | 2    | 3       |            |
| 4   |       | Evelyn Rampler          | 1985       | 1872 | Österreich | 2 | 1 | 0 | 2,5  | 3       |            |

## SV Schachamazonen Graz
| Nr. | Titel | Name               | Jahr- gang | Elo  | Nation     | G | R | V | Pkt. | Partien | Elo- Perf. |
| --- | ----- | ------------------ | ---------- | ---- | ---------- | - | - | - | ---- | ------- | ---------- |
| 1   | IM    | Eva Moser          | 1982       | 2446 | Österreich | 0 | 0 | 0 | 0    | 0       |            |
| 2   | WCM   | Anna-Lena Schnegg  | 1998       | 2032 | Österreich | 5 | 1 | 1 | 5,5  | 7       | 2195       |
| 3   |       | Andrea Schmidbauer | 1973       | 1870 | Österreich | 0 | 1 | 0 | 0,5  | 1       |            |
| 4   |       | Margot Landl       | 1992       | 1778 | Österreich | 4 | 0 | 2 | 4    | 6       | 1910       |

## SK Oggau
| Nr. | Titel | Name              | Jahr- gang | Elo  | Nation     | G | R | V | Pkt. | Partien | Elo- Perf. |
| --- | ----- | ----------------- | ---------- | ---- | ---------- | - | - | - | ---- | ------- | ---------- |
| 1   |       | Annika Fröwis     |            | 2043 | Österreich | 1 | 1 | 1 | 1,5  | 3       |            |
| 2   |       | Michaela Kessler  |            | 1970 | Österreich | 0 | 0 | 0 | 0    | 0       |            |
| 3   |       | Laura Hiebler     |            | 1810 | Österreich | 2 | 1 | 1 | 2,5  | 4       | 2005       |
| 4   |       | Elke Carola Huber |            | 1727 | Österreich | 2 | 1 | 1 | 2,5  | 4       | 1992       |
| 5   |       | Angelica de Leon  |            | 1648 | Österreich | 1 | 0 | 2 | 1    | 3       |            |

## Schachverein Feldbach
| Nr. | Titel | Name                    | Jahr- gang | Elo    | Nation     | G | R | V | Pkt. | Partien | Elo- Perf. |
| --- | ----- | ----------------------- | ---------- | ------ | ---------- | - | - | - | ---- | ------- | ---------- |
| 1   |       | Reka Horvath            | 1985       | 2040   | Österreich | 3 | 1 | 2 | 3,5  | 6       | 2092       |
| 2   |       | Sandra Wilfling         | 1994       | (1796) | Österreich | 2 | 2 | 1 | 3    | 5       | 1957       |
| 3   |       | Jasmin-Denise Schloffer |            | 1509   | Österreich | 0 | 1 | 0 | 0,5  | 1       |            |
| 4   |       | Vanessa Stallinger      |            | 1530   | Österreich | 1 | 0 | 1 | 1    | 2       |            |

## SG Steyr
| Nr. | Titel | Name              | Jahr- gang | Elo  | Nation     | G | R | V | Pkt. | Partien | Elo- Perf. |
| --- | ----- | ----------------- | ---------- | ---- | ---------- | - | - | - | ---- | ------- | ---------- |
| 1   |       | Laura Nagy        | 1967       | 1989 | Österreich | 1 | 2 | 2 | 2    | 5       | 1757       |
| 2   |       | Elisabeth Saler   | 1958       | 1994 | Österreich | 1 | 0 | 2 | 1    | 3       |            |
| 3   |       | Christa Hackbarth |            | 1844 | Österreich | 2 | 0 | 0 | 2    | 2       |            |
| 4   |       | Julia Bernhard    |            | 1829 | Österreich | 1 | 0 | 3 | 1    | 4       |            |

## Schach ohne Grenzen
| Nr. | Titel | Name                  | Jahr- gang | Elo    | Nation     | G | R | V | Pkt. | Partien | Elo- Perf. |
| --- | ----- | --------------------- | ---------- | ------ | ---------- | - | - | - | ---- | ------- | ---------- |
| 1   |       | Christin Anker        | 1993       | 1867   | Österreich | 1 | 3 | 3 | 2,5  | 7       | 1796       |
| 2   |       | Marie-Christine Bauer | 1993       | 1884   | Österreich | 0 | 0 | 2 | 0    | 2       |            |
| 3   |       | Eva Wunderl           | 1993       | 1817   | Österreich | 2 | 0 | 1 | 2    | 3       |            |
| 4   |       | Chiara Polterauer     |            | (1722) | Österreich | 1 | 1 | 0 | 1,5  | 2       |            |

## ASK Salzburg
| Nr. | Titel | Name              | Jahr- gang | Elo    | Nation     | G | R | V | Pkt. | Partien | Elo- Perf. |
| --- | ----- | ----------------- | ---------- | ------ | ---------- | - | - | - | ---- | ------- | ---------- |
| 1   |       | Andrea Zechner    | 1983       | 1930   | Österreich | 4 | 1 | 2 | 4,5  | 7       | 2031       |
| 2   |       | Verena Tschida    | 1983       | (1728) | Österreich | 0 | 0 | 3 | 0    | 3       |            |
| 3   |       | Sandra Steininger |            | 1557   | Österreich | 1 | 0 | 3 | 1    | 4       |            |

## SV ASVÖ St. Veit an der Glan
| Nr. | Titel | Name              | Jahr- gang | Elo    | Nation     | G | R | V | Pkt. | Partien | Elo- Perf. |
| --- | ----- | ----------------- | ---------- | ------ | ---------- | - | - | - | ---- | ------- | ---------- |
| 1   |       | Margit Hennings   | 1943       | 1980   | Österreich | 0 | 0 | 3 | 0    | 3       |            |
| 2   |       | Hannah Sommer     |            | 1769   | Österreich | 0 | 0 | 0 | 0    | 0       |            |
| 3   |       | Maria Krassnitzer |            | 1598   | Österreich | 0 | 3 | 3 | 1,5  | 6       | 1575       |
| 4   |       | Alexandra Kogler  | 1997       | 1401   | Österreich | 0 | 0 | 1 | 0    | 1       |            |
| 5   |       | Helga Stangl      | 1942       | (1600) | Österreich | 2 | 0 | 2 | 2    | 4       | 1708       |
| 6   |       | Sarah Zöhrer      |            | 1718   | Österreich | 0 | 0 | 0 | 0    | 0       |            |
| 7   |       | Renate Leitner    | 1947       | 1634   | Österreich | 0 | 0 | 0 | 0    | 0       |            |

## SV Tschaturanga
| Nr. | Titel | Name               | Jahr- gang | Elo  | Nation     | G | R | V | Pkt. | Partien | Elo- Perf. |
| --- | ----- | ------------------ | ---------- | ---- | ---------- | - | - | - | ---- | ------- | ---------- |
| 1   |       | Laura Tarmastin    | 1995       | 1744 | Österreich | 0 | 0 | 3 | 0    | 3       |            |
| 2   |       | Valentina Bauer    | 1995       | 1810 | Österreich | 0 | 0 | 2 | 0    | 2       |            |
| 3   |       | Rebecca Fritz      | 1988       | 1740 | Österreich | 0 | 0 | 3 | 0    | 3       |            |
| 4   |       | Barbara Steininger | 1991       | 1592 | Österreich | 1 | 1 | 0 | 1,5  | 2       |            |
| 5   |       | Magdalena Steiner  | 1992       | 1655 | Österreich | 1 | 0 | 2 | 1    | 3       |            |
| 6   |       | Alexandra Busuioc  | 2000       | 1628 | Österreich | 0 | 0 | 0 | 0    | 0       |            |